# Misumenoides annulipes
Misumenoides annulipes là một loài nhện trong họ Thomisidae.
Loài này thuộc chi Misumenoides. Misumenoides annulipes được Octavius Pickard-Cambridge miêu tả năm 1891.